# Takashi Shimura
Takashi Shimura (志村 喬 Shimura Takashi?, n. 12 martie 1905, Asago, Hyogo, Prefectura Hyōgo, Japonia – d. 11 februarie 1982, Tokyo⁠(d), Tōkyō, Japonia) a fost un actor japonez care a apărut în peste 270 de filme între anii 1934 și 1981. Este cunoscut în special pentru aparițiile sale în 21 din cele 30 de filme ale lui Akira Kurosawa (fiind actorul cu cele mai multe apariții), interpretând roluri principale în Drunken Angel (1948), Rashomon (1950), Ikiru (1952) și Cei șapte samurai (1954).

## Tinerețea
Shimura s-a născut în orașul Ikuno din prefectura Hyōgo, Japonia. Numele său la naștere a fost Shimazaki Shōji (島崎捷爾). Strămoșii săi erau membri ai clasei samurailor: bunicul său a luptat în 1868 în Bătălia de la Toba–Fushimi din cadrul Războiului Boshin. Shimura a urmat cursurile Școlii Primare din Ikuno (din 1911) și ale Școlii Medii nr. 1 din Kobe (din 1917). El a pierdut doi ani de școală din cauză că s-a îmbolnăvit de tuberculoză și ulterior s-a transferat la școala medie prefecturală din Nobeoka (prefectura Miyazaki), unde tatăl său (inginer metalurgist) fusese transferat de compania angajatoare, Mitsubishi Mining. În cadrul Școlii Medii din Nobeoka el a excelat în studiul limbii engleze și a devenit activ în revista societății literare a școlii, unde a colaborat cu poezii. A fost un atlet excelent și a devenit, de asemenea, un membru de bază al clubului de canotaj.
În 1923 a fost admis la Universitatea Kansai din Suita (o suburbie a metropolei Osaka), dar, după pensionarea tatălui său, familia sa nu și-a mai putut permite să plătească taxele pentru un curs cu frecvență normală, așa că Shimura s-a transferat la cursurile serale cu frecvență redusă în domeniul literaturii engleze, muncind în timpul zilei la compania municipală de furnizare a apei din Osaka. Printre profesorii de la Departamentul de Literatură Engleză s-au numărat dramaturgul Toyo-oka Saichirō (豊岡佐一郎) și specialistul shakesperian Tsubouchi Shikō (坪内士行).
Cei doi profesori i-au stimulat interesul pentru teatru. Shimura a devenit membru al Societății de Studii Teatrale a Universității și în 1928 a format o trupă teatrală de amatori, Shichigatsu-za (七月座), care-l avea ca regizor pe Toyo-oka. A început să lipsească de la serviciu din cauza activității teatrale și în cele din urmă și-a pierdut locul de muncă. A abandonat cursurile de la universitate pentru a încerca să-și câștige un rost ca actor de teatru. Trupa Shichigatsu-za a devenit o companie profesionistă și a început să efectueze turnee, dar a intrat în dificultăți financiare și s-a desființat.

## Cariera de actor
După desființarea trupei Shichigatsu-za, Shimura s-a întors la Osaka, unde a obținut roluri în piesele de teatru radiofonic. În 1930 s-a alăturat companiei teatrale Kindaiza (近代 座) și a devenit un actor complet profesionist. A efectuat turnee în China și Japonia cu trupa companiei Kindaiza, dar în 1932 a părăsit compania și s-a întors din nou la Osaka, unde a jucat în spectacolele trupelor Shinseigeki (新声劇) și Shinsenza (新選座). Apăruseră în acea vreme primele filme sonore, iar Shimura și-a dat seama că ele vor oferi oportunități pentru actorii de teatru. În 1932 s-a alăturat studiourilor de la Kyoto ale companiei de producție de filme Shinkō Kinema. A debutat în 1934 în filmul mut Ren’ai-gai itchōme (恋愛街一丁目: Strada Iubirii nr. 1). Primul film sonor în care a rostit o replică a fost Chūji uridasu (忠次売出す; 1935), regizat de Mansaku Itami. Primul său rol substanțial într-un film a fost rolul inspectorului de poliție din filmul Elegie din Osaka (Naniwa erejii; 浪華悲歌; 1936) al lui Kenji Mizoguchi.

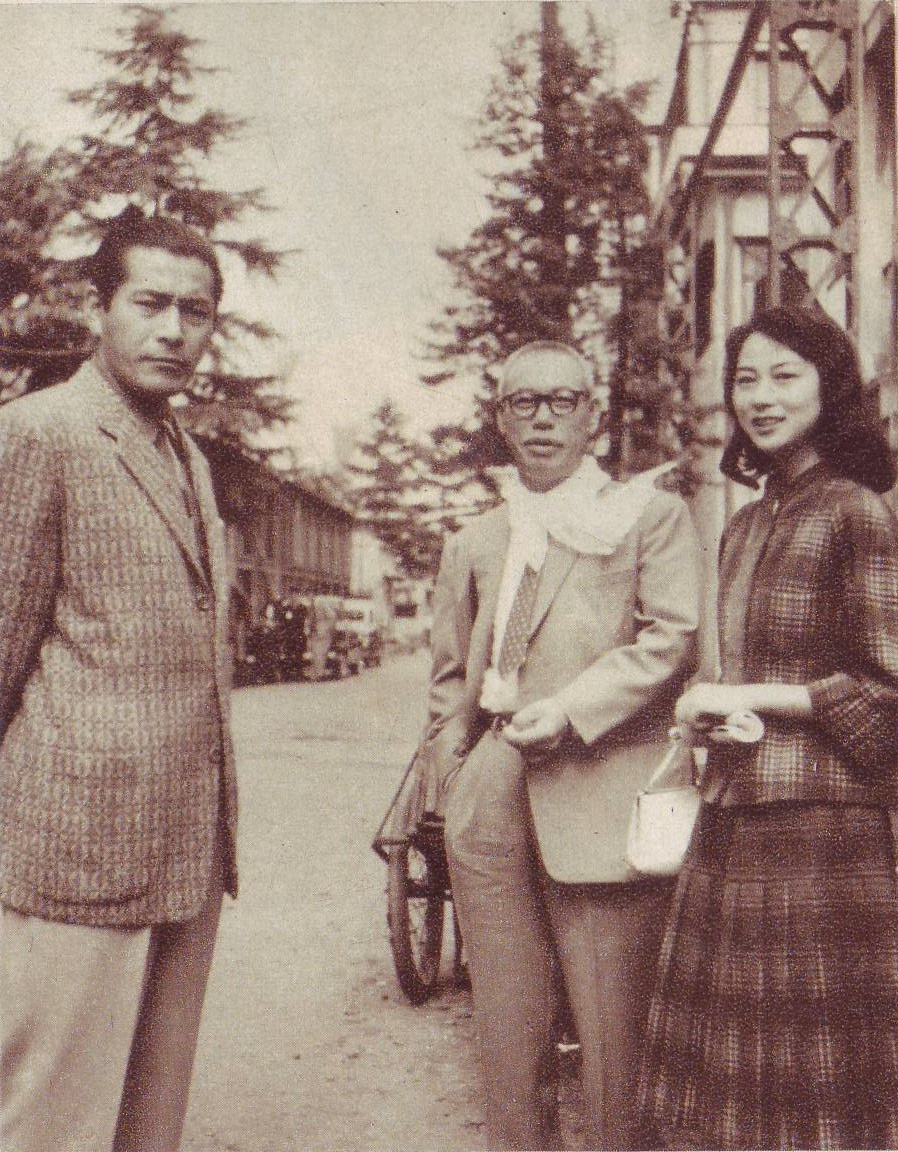
Toshirō Mifune (stânga), Takashi Shimura (centru), Misa Uehara (dreapta). Fotografie din 1957.

Filmul care i-a stabilit reputația de actor de prim rang a fost Akanishi Kakita (赤西蠣太: Tânărul capricios; 1936) al lui Mansaku Itami. În 1937 s-a transferat la studiourile din Kyoto ale corporației de film Nikkatsu, iar până în 1942 a apărut în 22 de filme. Cel mai cunoscut rol al său în acești ani a fost cel al lui Keishirō în seria de lungă durată Umon Torimono-chō (右門捕物帖), cu Kanjūrō Arashi în rolul principal. De asemenea, el și-a demonstrat abilitatea de cântăreț în „cine-opereta” Oshidori utagassen (1939). În acest timp, regimul politic din Japonia a devenit din ce în ce mai opresiv, iar Shimura a fost arestat de Poliția Specială de Securitate (Tokubetsu Kōtō Keisatsu, cunoscută sub numele de Tokkō) și ținut în arest timp de aproximativ trei săptămâni din cauza asocierii sale anterioare cu trupele teatrale de stânga. În cele din urmă, a fost eliberat în urma mărturiilor depuse de soția sa, Masako, și de confratele său actor Ryūnosuke Tsukigata. Se spune că a profitat de această experiență mai târziu când a jucat rolul unui comisar al poliției Tokkō în filmul Waga seishun ni kuinashi (1946) al lui Akira Kurosawa. Când companiile Nikkatsu și Daiei au fuzionat în 1942, Shimura s-a transferat la studiourile companiei Kōa Eiga și apoi în 1943 la studiourile companiei Tōhō. Cu câteva săptămâni înainte de sfârșitul Războiului din Pacific în august 1945, fratele mai mare al lui Shimura, Takao, a fost ucis pe front în sud-estul Asiei.
În 1943 Shimura a jucat rolul bătrânului instructor de jujutsu Murai Hansuke în filmul de debut al lui Kurosawa, Sanshiro Sugata. Alături de Toshirō Mifune, Shimura este actorul asociat cel mai mult cu Kurosawa: el a apărut în 21 din cele 30 de filme ale lui Kurosawa. De fapt, colaborarea cinematografică a lui Kurosawa cu Shimura, de la Sanshiro Sugata (1943) până la Kagemusha (1980), a început mai devreme și a durat mai mult decât colaborarea cineastului cu Mifune (1948–1965). Printre rolurile interpretate de Shimura în filmele lui Kurosawa se numără doctorul din Drunken Angel (1948), detectivul veteran din Stray Dog (1949), avocatul incorect din Scandal (1950), tăietorul de lemne din Rashomon (1950), birocratul grav bolnav din Ikiru (1952) și samuraiul conducător Kambei din Cei șapte samurai (1954). Kurosawa a scris scenariul unei scene din Kagemusha special pentru Shimura, dar secvența a fost tăiată în versiunea occidentală a filmului, așa că mulți spectatori occidentali nu au știut că el a apărut în film. Lansarea pe DVD a filmului în 2009 de către The Criterion Collection a introdus secvența tăiată în care apărea Shimura.
Shimura a apărut într-o serie de filme kaiju (cu monștri giganți) și tokusatsu (cu efecte speciale) ale companiei Tōhō, multe dintre ele fiind regizate de bunul prieten și coleg al lui Kurosawa, Ishirō Honda. A interpretat rolul profesorului Kyohei Yamane în originalul Godzilla (1954), rol pe care l-a reluat în Godzilla Raids Again (1955).

## Moartea
Shimura a murit în 11 februarie 1982 la Tokyo (Japonia), din cauza unui emfizem pulmonar, la vârsta de 76 de ani. O parte din obiectele sale personale au fost predate în anul 2010 Centrului de Film al Muzeului Național de Artă Modernă din Tokyo.

## Filmografie
- Number One, Love Street (1934) - tatăl lui Osachi
- Umon torimonochō: Harebare gojûsantsugi - Ranma hen (1935) - Santa
- Umon torimonochō: Harebare gojûsantsugi (1935)
- Chûji uridasu (1935)
- Umon torimonochō: Harebare gojûsantsugi - Saiketsu hen (1936)
- Osaka Elegy (1936) - inspectorul
- Shura hakkō: Dai-san-pen (1936)
- Chûretsu nikudan sanyûshi (1936)
- Akanishi Kakita (1936) - Taranoshin Tsunomata
- Seishun gonin otoko: Zempen (1937)
- Seishun gonin otoko: Kōhen (1937)
- Taki no shiraito (1937)
- Mitokomon kaikokuki (1937)
- Jiraiya (1937) - Gundayū Yao
- Chikemuri Takadanobaba (1937) - Takusan
- The Skull Coin (1938)
- Kurama Tengu (1938) - Kichinosuke Saigō
- Shamisen yakuza (1938) - Heisuke
- Yami no kagebōshi (1938)
- Jigoku no mushi (1938)
- Akagaki Genzō (1938) - Jōzaemon Sakaya
- Yajikita dōchūki (1938)
- Shusse taikoki (1938)
- Mazō (1938)
- Zoku mazō - Ibara Ukon (1939)
- Edo no akutarō (1939)
- Singing Lovebirds (1939) - Kyōsai Shimura
- Tsubanari ronin (1939) - Sherikov
- Shunjū ittōryū (1939) - Jūbei Tamon
- Miyamoto Musashi: Dai-san-bu - Kenshin ichiro (1940)
- Zoku Shimizu minato (1940)
- Phantom Castle (1940)
- Oda Nobunaga (1940)
- Umi wo wataru sairei (1941)
- Sugata naki fukushū (1941)
- Edo saigo no hi (1941)
- Miyamoto Musashi: Ichijoji ketto (1942)
- Hahakogusa (1942)
- Sanshiro Sugata (1943, Kurosawa) - Hansuke Murai
- Himetaru kakugo (1943) - Ryōkichi Ishikawa
- Kaigun (1943)
- Haha no kinembi (1943)
- Kato hayabusa sento-tai (1944)
- The Most Beautiful aka Most Beautifully (1944, Kurosawa) - șeful Goro Ishida
- Shibaidō (1944)
- San-jaku sagohei (1944) - Yasukichi Ito
- Nichijō no tatakai (1944)
- Tokkan ekichō (1945)
- Ai to chikai (1945) - tatăl lui Murai
- Kita no san-nin (1945) - Masaki
- Koi no fuunjii (1945) - lt. Okamoto
- The Men Who Tread on the Tiger's Tail (1945, Kurosawa) - Kataoka
- Minshū no Teki (1946)
- Those Who Make Tomorrow (1946) - directorul teatrului
- Juichinin no jogakusei (1946)
- No Regrets for Our Youth (1946, Kurosawa) - comisarul de poliție Dokuichigo
- Aru yo no Tonosama (1946)
- Yottsu no koi no monogatari (1947) - tatăl lui Masao (ep. 1)
- Chikagai nijuyojikan (1947)
- Snow Trail (1947) - Nojiro
- Haru no mezame (1947) - Kenzō Ogura
- Daini no jinsei (1948)
- Drunken Angel (1948, Kurosawa) - dr. Sanada
- Onna no issho (1949)
- The Quiet Duel (1949, Kurosawa) - dr. Konosuke Fujisaki
- Jigoku no kifujin (1949) - comandantul poliției
- Mori no Ishimatsu (1949)
- Stray Dog (1949, Kurosawa) - detectivul Sato. A câștigat pentru acest rol premiul Mainichi pentru cel mai bun actor în 1950.
- Onna koroshi abura jigoku (1949)
- Ore wa yojinbo (1950)
- Ma no ogon (1950)
- Shunsetsu (1950)
- Boryōku no Machi (1950)
- Scandal (1950, Kurosawa) - procurorul Hiruta
- Ikari no machi (1950) - tatăl lui Kimiko
- Rashomon (1950, Kurosawa) - Kikori, tăietorul de lemne
- Yoru no hibotan (1950)
- Tenya wanya (1950)
- Ginza Sanshiro (1950)
- Datsugoku (1950)
- Ai to nikushimi no kanata e (1951)
- Elegy (1951)
- The Idiot (1951, Kurosawa) - Ono, tatăl lui Ayako
- Kedamono no yado (1951)
- Aoi shinju (1951)
- Mesu inu (1951) as Horie
- Hopu-san: sarariiman no maki (1951)
- The Life of a Horsetrader (1951) - Rokutaro Kosaka
- Nusumareta koi (1951)
- Vendetta for a Samurai (1952) - Jinzaemon Kawai
- The Skin of the South (1952)
- Muteki (1952)
- The Life of Oharu (1952) - bătrânul
- Sengoku burai (1952)
- Bijo to touzoku (1952) - Yoshimichi
- Ikiru (1952, Kurosawa) - Kanji Watanabe
- Oka wa hanazakari (1952) - Kenkichi Kimura
- Minato e kita otoko (1952) - Okabe
- Fuun senryobune (1952)
- Hoyo (1953) - Watanabe, alias Nabesan
- Tobō chitai (1953)
- Yoru no owari (1953) - Yoshikawa
- Taiheiyō no washi (1953) - colonelul A din statul major al armatei
- Cei șapte samurai (1954, Kurosawa) - samuraiul Kambei Shimada[23]
- Jirochō sangokushi: kaitō-ichi no abarenbō (1954)
- Asakusa no yoru (1954) - Komazo
- Kimi shinitamo koto nakare (1954)
- Haha no hatsukoi (1954)
- Shin kurama tengu daiichi wa: Tengu shutsugen (1954)
- Godzilla (1954) - dr. Kyohei Yamane
- Shin kurama tengu daini wa: Azuma-dera no ketto (1954)
- Bazoku geisha (1954) - Kotaro Yamabe
- Mekura neko (1955)
- Gojira no gyakushû (1955) - dr. Kyohei Yamane-hakase
- Mugibue (1955) - tatăl lui Nobuo
- No Time for Tears (1955) - Tatsurō Shimamura
- Sanjusan go sha otonashi (1955)
- Shin kurama tengu daisanbu (1955)
- Muttsuri Umon torimonocho (1955)
- Geisha Konatsu: Hitori neru yo no Konatsu (1955) - Sakuma
- Sugata naki mokugekisha (1955) - inspectorul Kasai
- Asagiri (1955)
- I Live in Fear aka Record of a Living Being (1955, Kurosawa) - dr. Harada
- Samurai III: Duel at Ganryu Island (1956) - curteanul Sado Nagaoka
- Shin, Heike monogatari: Yoshinaka o meguru sannin no onna (1956) - Sanemori Saito
- Wakai ki (1956) - tatăl lui Hanako
- Kyatsu o nigasuna (1956) - Nagasawa
- The Underworld (1956) - Tsunejiro Furuya
- Godzilla, King of the Monsters (1956) - dr. Yamane
- Narazu-mono (1956) - Juzo
- Tōkyō hanzai chizu (1956)
- Bōkyaku no hanabira (1957)
- Tronul însângerat (1957, Kurosawa) - generalul Odagura Noriyasu[24]
- Yama to kawa no aru machi (1957)
- Kono futari ni sachi are (1957)
- Sanjūrokunin no jōkyaku (1957) - detectivul Yamagami
- Arakure (1957)
- Bōkyaku no hanabira: Kanketsuhen (1957)
- Kiken na eiyu (1957)
- Yuunagi (1957) - Yasunori Igawa
- Aoi sanmyaku Shinko no maki (1957)
- Zoku Aoi sanmyaku Shinko no maki (1957)
- Dotanba (1957)
- Chikyū Bōeigun (1957) - dr. Tanjiro Adachi
- Ohtori-jo no hanayome (1958)
- Edokko matsuri (1958) - Hōkinokami Aoyama
- The Loyal 47 Ronin (Chūshingura) (1958) - Jūbei Ōtake
- Seven from Edo (1958) - Sagamiya
- Haha (1958) - Ijūin
- Uguisu-jō no hanayome (1958)
- Ten to sen (1958) - Kasai
- Jinsei gekijō - Seishun hen (1958)
- The Hidden Fortress (1958, Kurosawa) - bătrânul general Izumi Nagakura
- Nichiren to Mōko Daishūrai (1958) - Yasaburō
- Ken wa shitte ita (1958)
- Sora kakeru hanayome (1959) - Shichibei
- Tetsuwan tōshu Inao monogatari (1959) - Kyūsaku Inao
- Kotan no kuchibue (1959)
- Taiyō ni somuku mono (1959) - detectivul Ichikawa
- Sengoku gunto-den (1959) - Saemon Toki
- Kagero ezu (1959) - Ryoan
- The Three Treasures (1959) - bătrânul Kumaso
- Beran me-e geisha (1959)
- Shobushi to sono musume (1959)
- Kēdamonō no torū michi (1959)
- Afraid to Die (1960) - Gohei Hirayama
- Storm Over the Pacific (1960) - Tosaku
- Yoru no nagare (1960) - Koichiro Sonoda
- Man Against Man (1960) - Chotaro Masue
- The Bad Sleep Well (1960, Kurosawa) - funcționarul administrativ Moriyama
- Gambare! Bangaku (1960)
- Sarariiman Chūshingura (1960) - Honzo Kadokawa
- Sen-hime goten (1960) - Sadonokami Honda
- The Story of Osaka Castle (1961) - Katagiri[25]
- Harekosode (1961)
- Zoku sarariiman Chūshingura (1961) - Honzo Kadokawa
- Yojimbo (1961, Kurosawa) - Tokuemon, fabricantul de sake
- Fundoshi isha (1961) - Matsuoemon
- Kutsukake Tokijirō (1961) - Hacchōnawate Tokubei
- Ai to honoho to (1961) - Yoshii
- Mothra (1961) - redactorul de știri
- Kuroi gashū dainibu: Kanryū (1961)
- Futari no musuko (1961)
- Restoration Fire (1961) - Yahei
- Sanjuro (1962, Kurosawa) - viceguvernatorul Kurofuji[26]
- Zoku sarariiman shimizu minato (1962)
- Long Way to Okinawa (1962)
- Gorath (1962) - paleontologul Kensuke Sonoda
- Kurenai no sora (1962)
- Kujira gami (1962)
- Chushingura: Hana no Maki, Yuki no Maki (1962) - Hyōbu Chisaka
- Attack Squadron! (1963) - amiralul
- High and Low (1963, Kurosawa) - șeful secției de cercetări
- Boryokudan (1963)
- Attack Squadron! (1963)
- The Lost World of Sinbad (1963) - regele Raksha
- Tsukiyo no wataridori (1963) - Nagisa yo yuki jo
- Jinsei gekijo: shin hisha kaku (1964)
- Chi to daiyamondo (1964)
- Brand of Evil (1964) - directorul Tsukamoto
- Tensai sagishi monogatari: Tanuki no hanamichi (1964) - Komai
- Ghidorah, the Three-Headed Monster (1964) - dr. Tsukamoto
- Kwaidan (1964) - Marele Preot (segmentul „Miminashi Hōichi no hanashi”)
- Matatabi san ning yakuza (1965) - Kakegawa Bunzo
- Jigoku no hatobā (1965)
- Barā kētsu shobū (1965)
- Samurai Assassin (1965) - Narihisa Ichijō
- Barbă Roșie (1965, Kurosawa) - bătrânul negustor Tokubei Izumiya[27]
- Sanshiro Sugata (1965) as Mishima
- Taiheiyō kiseki no sakusen: Kisuka (1965) - președintele Curții Militare
- Frankenstein Conquers the World (1965) - omul de știință al Axei
- Buraikan jingi (1965) - Genkichi Jinnai
- Kono koe naki sakebi (1965)
- Sarutobi Sasuke (1966) - Hakuunsai Tozawa
- Bangkok no yoru (1966) - dr. Yoshino
- Kaerazeru hatoba (1966) - detectivul Egusa
- Zesshō (1966) - Sōbei Sonoda
- Showa saidai no kaoyaku (1966)
- Noren ichidai: jōkyō (1966)
- Ārappoi no ha gōmen dazē (1967)
- Satogashi ga kowareru toki (1967) - Kudo
- Japan's Longest Day (1967) - șeful Biroului de Informații Hiroshi Shimomura
- Gyangu no teiō (1967)
- Naniwa kyokaku: dokyo shichinin giri (1967)
- Kyokotsu ichidai (1967)
- The Sands of Kurobe (1968) - Ashimura
- Botan Dōrō (1968) - ghicitorul
- Zatoichi and the Fugitives (1968) - dr. Junan
- Gion matsuri (1968) - Tsuneemon
- Shin Abashiri Bangaichi (1968) - Tetsutarō Fujigami
- Sangyo supai (1968)
- Onna tobakushi amadera kaichō (1968)
- Gendai yakuza: yotamono no okite (1968)
- Ah kaiten tokubetsu kogetikai (1968)
- Samurai Banners (1969)
- Shōwa zankyō-den: Karajishi jingi (1969)
- It's Tough Being a Man (1969) - Hyōichirō Suwa
- Shin Abashiri Bangaichi: Saihate no Nagare-mono (1969)
- Shin Abashiri Bangaichi: Runin-masaki no ketto (1969)
- Nihon boryoku-dan: kumicho to shikaku (1969)
- The Militarists (1970) - redactorul (nemenționat)
- Yomigaeru daichi (1971) - Gondo
- Gorotsuki mushuku (1971)
- Tora-san's Love Call (1971) - Hyouichiro Suwa (tatăl lui Hiroshi)
- Otoko wa tsurai yo: Torajiro renka (1971)
- Gokuaku bozu - Nomu utsu kau (1971)
- Gokudo makari touru (1972)
- Zatoichi's Conspiracy (1973) - Sakubei
- The Family (1974) - Yasuda (tatăl lui Makiko)
- Ranru no hata (1974) - Shihei Furukawa
- Prophecies of Nostradamus (1974) - pediatrul
- Karajishi keisatsu (1974)
- The Bullet Train (1975) - președintele JNR
- Zoku ningen kakumei (1976)
- Godzilla (1977) - dr. Yamane
- Ogin-sama (1978, Love and Faith) - Sen Rikyu
- Otoko wa tsurai yo: Uwasa no Torajirō (1978) - tatăl lui Hiroshi
- Dōran (1980) - Kosuke Miyagi
- Tempyo no iraka (1980)
- Kagemusha (1980, Kurosawa) - Gyobu Taguchi[28]
- Story of the Japan Philharmonic: Movement of Flame (1981) (ultimul rol în film)

## Filme de televiziune
- Haru no Sakamichi (1971) - Aoyama Tadatoshi
- Akai Unmei (1976)
- Ōgon no Hibi (1978)

## Premii și distincții
- 1949: Premiul Mainichi pentru cel mai bun actor pentru interpretările sale din A Quiet Duel și Stray Dog[29]
- 1974: Medalia de Onoare cu panglică purpurie
- 1980: Ordinul Soarelui Răsare, clasa a IV-a, Raze de aur cu rozetă